# Tzolkin

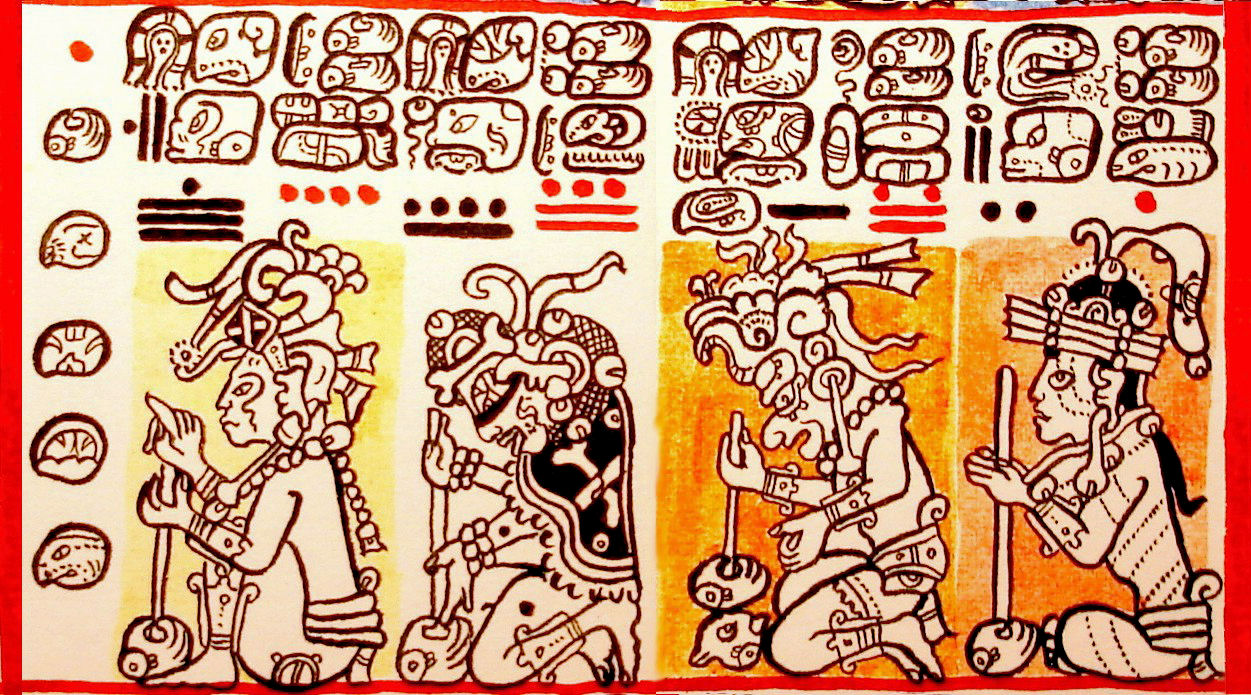
Tzolkin-Abschnitt im Codex Dresdensis, beginnend mit dem Tag 1 ‚Manik‘ (gezeichnet von Lacambalam)

Der Tzolkin-Kalender ist ein Teil des Maya-Kalenders, den die Maya für rituelle Zwecke nutzten und möglicherweise von den Olmeken übernommen haben. Beim Tzolkin (Zählung der Tage) wird jeder Tag (Kin) durch die Kombination einer Zahl mit einer Schutzgottheit bezeichnet. Ein Datum im Tzolkin-Kalender hat also z. B. die Form: 6 Edznab.

## Tageszählung
Bei der Tageszählung laufen
- die Zahlen zyklisch von 1 bis 13 (Trecena; ungefähr vergleichbar einer "Woche"); die 13 gibt die Anzahl der Hauptgelenke eines menschlichen Körpers wieder, setzt sich also zusammen aus je sechs Arm- und Beingelenken und dem Genick.
- gleichzeitig die 20 Tagesnamen (Schutzgötter) zyklisch in der Reihenfolge, wie sie unten bei den Glyphen für die Tagesnamen zu sehen ist. Die Symbole der 20 Götter entsprechen den 20 Tagen eines Monats, ihre Anzahl entspricht zudem der Summe der Finger und Zehen eines Menschen.

Dadurch wäre es möglich alle 260 Tage eines Zyklus eindeutig in Körperzeichen darzustellen. Ähnlich ist es im Haab, dem Sonnenjahr, das 18 Monate mit 20 Tagen = 360 Tage plus 1 Monat mit 5 Tagen hat und mit dem Tzolkin für die „lange Zählung“ verknüpft ist.
Es ist kein Zufall, dass im Tzolkin die Anzahl der "Monate", nämlich 13, der Länge einer "Woche" entspricht: Da 13 eine Primzahl ist und somit 13 und 20 teilerfremd sind, ist ihr kleinstes gemeinsames Vielfaches ihr Produkt.

### Unterschiede zum gregorianischen Kalender
Abgesehen von den Anzahlen und Längen der "Wochen" und "Monate" weicht der Tzolkin vor allem bei der Logik der Namensgebungen vom modernen westlichen Kalender ab:
- es gibt keine Namen für die einzelnen Tage der "Woche", sondern nur die u. g. Nummern bzw. Zahlworte
- es gibt keine Namen für die einzelnen "Monate"
- stattdessen gibt es feste Namen für die 20 einzelnen Tage jedes "Monats", was keine Entsprechung im modernen westlichen Kalender hat.

### Die 13 Zahlen / Tage eines Trecena

Hun
Ca
Ox
Kan
Ho
Uac
Uuc
Uaxac
Bolon
Lahun
Buluk
Laka
Oxlahun

### Die Standardglyphen für die 20 Tage eines "Monats"

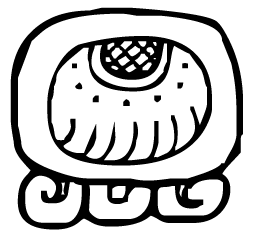
Imix
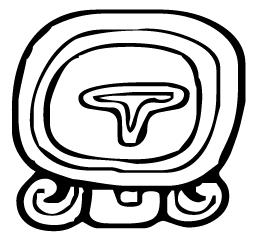
Ik
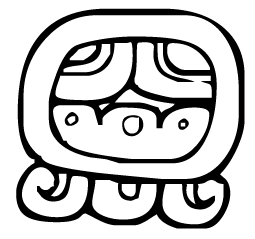
Akbal
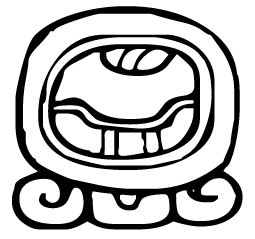
Kan
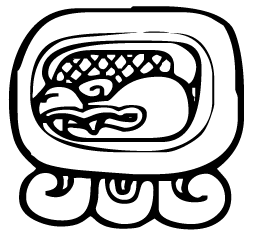
Chicchán
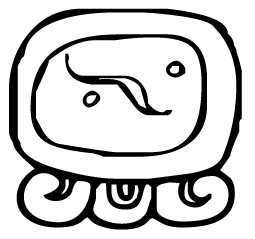
Cimí
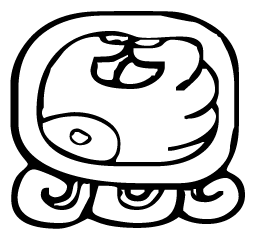
Manik
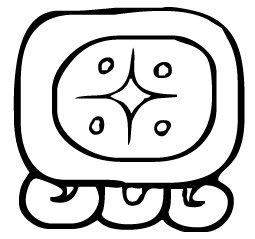
Lamat
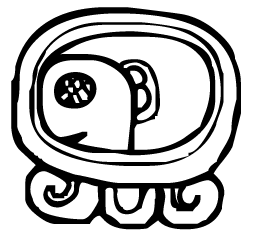
Muluk
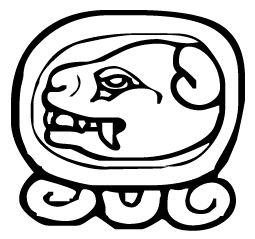
Ok
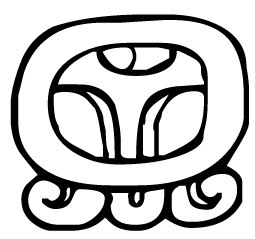
Chuwen
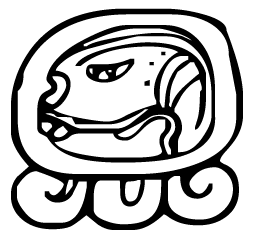
Eb
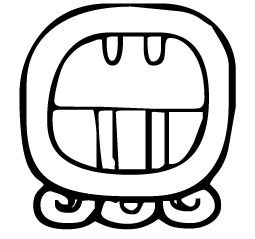
Ben
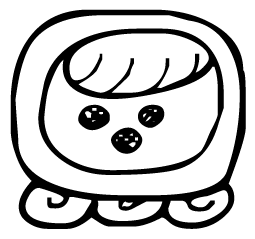
Ix
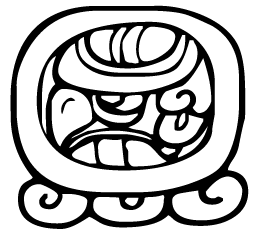
Men
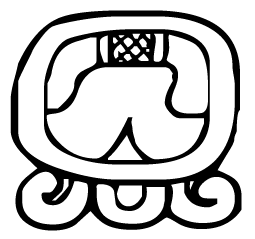
Kib
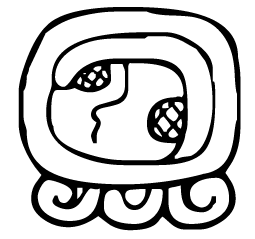
Kaban
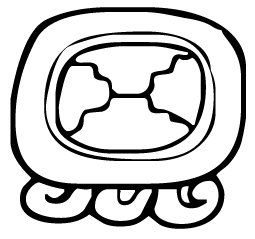
Etznab
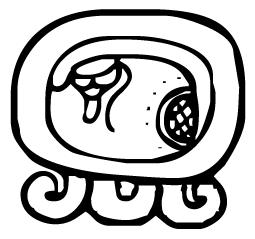
Kawak
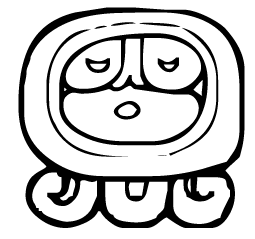
Ahau

### Abfolge von Tagesbezeichnungen
Daraus ergibt sich folgende Abfolge von Tagesbezeichnungen. Sie besteht aus 13 Monaten (spaltenweise zu lesen, d. h. von oben nach unten) à 20 Tagen und wiederholt sich nach 260 Tagen. Die im Abschnitt "Ursprung des 260-Tages-Zyklus" genannten Tage sind markiert:
| Tag des Monats | Monat Nr.  | Monat Nr.   | Monat Nr.  | Monat Nr.   | Monat Nr.  | Monat Nr.  | Monat Nr.  | Monat Nr.  | Monat Nr.  | Monat Nr.  | Monat Nr.   | Monat Nr.  | Monat Nr.   |
| -------------- | ---------- | ----------- | ---------- | ----------- | ---------- | ---------- | ---------- | ---------- | ---------- | ---------- | ----------- | ---------- | ----------- |
|                | 1          | 2           | 3          | 4           | 5          | 6          | 7          | 8          | 9          | 10         | 11          | 12         | 13          |
| 1              | 1 Imix     | 8 Imix      | 2 Imix     | 9 Imix      | 3 Imix     | 10 Imix    | 4 Imix     | 11 Imix    | 5 Imix     | 12 Imix    | 6 Imix      | 13 Imix    | 7 Imix      |
| 2              | 2 Ik       | 9 Ik        | 3 Ik       | 10 Ik       | 4 Ik       | 11 Ik      | 5 Ik       | 12 Ik      | 6 Ik       | 13 Ik      | 7 Ik        | 1 Ik       | 8 Ik        |
| 3              | 3 Akbal    | 10 Akbal    | 4 Akbal    | 11 Akbal    | 5 Akbal    | 12 Akbal   | 6 Akbal    | 13 Akbal   | 7 Akbal    | 1 Akbal    | 8 Akbal     | 2 Akbal    | 9 Akbal     |
| 4              | 4 Kan      | 11 Kan      | 5 Kan      | 12 Kan      | 6 Kan      | 13 Kan     | 7 Kan      | 1 Kan      | 8 Kan      | 2 Kan      | 9 Kan       | 3 Kan      | 10 Kan      |
| 5              | 5 Chicchán | 12 Chicchán | 6 Chicchán | 13 Chicchán | 7 Chicchán | 1 Chicchán | 8 Chicchán | 2 Chicchán | 9 Chicchán | 3 Chicchán | 10 Chicchán | 4 Chicchán | 11 Chicchán |
| 6              | 6 Cimí     | 13 Cimí     | 7 Cimí     | 1 Cimí      | 8 Cimí     | 2 Cimí     | 9 Cimí     | 3 Cimí     | 10 Cimí    | 4 Cimí     | 11 Cimí     | 5 Cimí     | 12 Cimí     |
| 7              | 7 Manik    | 1 Manik     | 8 Manik    | 2 Manik     | 9 Manik    | 3 Manik    | 10 Manik   | 4 Manik    | 11 Manik   | 5 Manik    | 12 Manik    | 6 Manik    | 13 Manik    |
| 8              | 8 Lamat    | 2 Lamat     | 9 Lamat    | 3 Lamat     | 10 Lamat   | 4 Lamat    | 11 Lamat   | 5 Lamat    | 12 Lamat   | 6 Lamat    | 13 Lamat    | 7 Lamat    | 1 Lamat     |
| 9              | 9 Muluc    | 3 Muluc     | 10 Muluc   | 4 Muluc     | 11 Muluc   | 5 Muluc    | 12 Muluc   | 6 Muluc    | 13 Muluc   | 7 Muluc    | 1 Muluc     | 8 Muluc    | 2 Muluc     |
| 10             | 10 Oc      | 4 Oc        | 11 Oc      | 5 Oc        | 12 Oc      | 6 Oc       | 13 Oc      | 7 Oc       | 1 Oc       | 8 Oc       | 2 Oc        | 9 Oc       | 3 Oc        |
| 11             | 11 Chuen   | 5 Chuen     | 12 Chuen   | 6 Chuen     | 13 Chuen   | 7 Chuen    | 1 Chuen    | 8 Chuen    | 2 Chuen    | 9 Chuen    | 3 Chuen     | 10 Chuen   | 4 Chuen     |
| 12             | 12 Eb      | 6 Eb        | 13 Eb      | 7 Eb        | 1 Eb       | 8 Eb       | 2 Eb       | 9 Eb       | 3 Eb       | 10 Eb      | 4 Eb        | 11 Eb      | 5 Eb        |
| 13             | 13 Ben     | 7 Ben       | 1 Ben      | 8 Ben       | 2 Ben      | 9 Ben      | 3 Ben      | 10 Ben     | 4 Ben      | 11 Ben     | 5 Ben       | 12 Ben     | 6 Ben       |
| 14             | 1 Ix       | 8 Ix        | 2 Ix       | 9 Ix        | 3 Ix       | 10 Ix      | 4 Ix       | 11 Ix      | 5 Ix       | 12 Ix      | 6 Ix        | 13 Ix      | 7 Ix        |
| 15             | 2 Men      | 9 Men       | 3 Men      | 10 Men      | 4 Men      | 11 Men     | 5 Men      | 12 Men     | 6 Men      | 13 Men     | 7 Men       | 1 Men      | 8 Men       |
| 16             | 3 Cib      | 10 Cib      | 4 Cib      | 11 Cib      | 5 Cib      | 12 Cib     | 6 Cib      | 13 Cib     | 7 Cib      | 1 Cib      | 8 Cib       | 2 Cib      | 9 Cib       |
| 17             | 4 Kaban    | 11 Kaban    | 5 Kaban    | 12 Kaban    | 6 Kaban    | 13 Kaban   | 7 Kaban    | 1 Kaban    | 8 Kaban    | 2 Kaban    | 9 Kaban     | 3 Kaban    | 10 Kaban    |
| 18             | 5 Etznab   | 12 Etznab   | 6 Etznab   | 13 Etznab   | 7 Etznab   | 1 Etznab   | 8 Etznab   | 2 Etznab   | 9 Etznab   | 3 Etznab   | 10 Etznab   | 4 Etznab   | 11 Etznab   |
| 19             | 6 Kawak    | 13 Kawak    | 7 Kawak    | 1 Kawak     | 8 Kawak    | 2 Kawak    | 9 Kawak    | 3 Kawak    | 10 Kawak   | 4 Kawak    | 11 Kawak    | 5 Kawak    | 12 Kawak    |
| 20             | 7 Ahau     | 1 Ahau      | 8 Ahau     | 2 Ahau      | 9 Ahau     | 3 Ahau     | 10 Ahau    | 4 Ahau     | 11 Ahau    | 5 Ahau     | 12 Ahau     | 6 Ahau     | 13 Ahau     |

Wie am obigen Schema erkennbar, liegen zwischen Tagen mit gleichem Namen und aufeinanderfolgender Zahl (z. B. zwischen 5 Etznab und 6 Etznab) jeweils 40 Tage.

## Ursprung des 260-Tages-Zyklus
In der Konstruktion des 260-Tages-Zyklus sind astronomische und mythologische Gegebenheiten mit der Agrarperiode des Maises verflochten. Dazu war der Tzolkin ursprünglich fest verankert (6. Februar bis 23. Oktober gregorianisch). Gemäß den Aussagen der Autoren Krygier und Rohark:
- entsprechen die ersten vier Tage den Schöpfungstagen, wobei der vierte Tag 4 K’an hieß.
- Nach weiteren 40=2×20 Tagen zur Frühlingstagundnachtgleiche am 21.3. erfolgte die Brandrodung der Milpa am Tag 5 K’an.
- Nach weiteren 40 Tagen zur ersten Zenitpassage der Sonne am 30.4. fand die erste Aussaat am Tag 6 K’an statt.
- Dann vergingen 52=4×13 Tage bis zur Vorbereitung für die zweite Aussaat (6 Cib = 21.6., Sommersonnenwende).
- Nach wiederum 52 Tagen zur zweiten Zenitpassage der Sonne wurden die Maiskolben der ersten Milpa abgeknickt (6 Lamat = 12.8.).
- Schließlich kam es am letzten Tag, also nach 72 Tagen, zur Ernte.

Dass sich mehrmals der Tag K’an („Mais“) ergibt, liegt an den Vielfachen von 20.